# Discopeltis tricolor
Discopeltis tricolor är en skalbaggsart som beskrevs av Hermann Burmeister 1842. Discopeltis tricolor ingår i släktet Discopeltis och familjen Cetoniidae.

## Underarter
Arten delas in i följande underarter:
- D. t. concinna
- D. t. wissmanni

## Bildgalleri

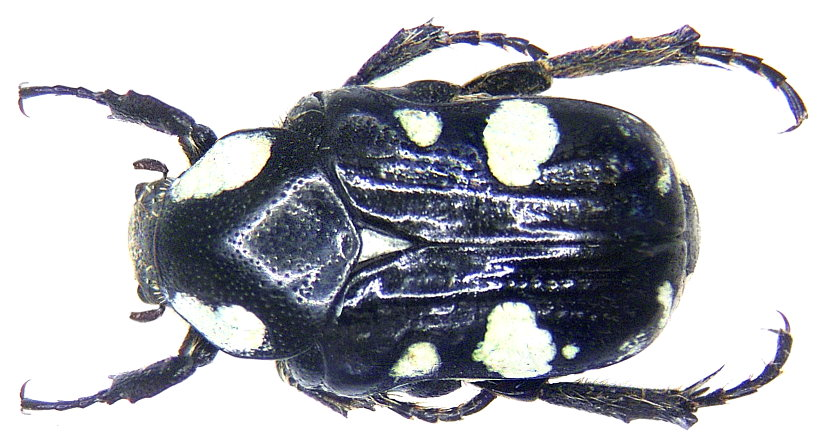